# Baksjön (Fredrika socken, Lappland, 712060-162634)
Baksjön är en sjö i Åsele kommun i Lappland och ingår i Lögdeälvens huvudavrinningsområde. Sjön har en area på 0,323 kvadratkilometer och ligger 326,2 meter över havet. Baksjön ligger i Lögdeälven Natura 2000-område. Sjön avvattnas av vattendraget Mellansjöbäcken.

## Delavrinningsområde
Baksjön ingår i det delavrinningsområde (712067-162757) som SMHI kallar för Utloppet av Baksjön. Medelhöjden är 368 meter över havet och ytan är 3,72 kvadratkilometer. Det finns ett avrinningsområde uppströms, och räknas det in blir den ackumulerade arean 29,58 kvadratkilometer. Mellansjöbäcken som avvattnar avrinningsområdet har biflödesordning 2, vilket innebär att vattnet flödar genom totalt 2 vattendrag innan det når havet efter 118 kilometer. Avrinningsområdet består mestadels av skog (64 procent) och sankmarker (12 procent). Avrinningsområdet har 0,32 kvadratkilometer vattenytor vilket ger det en sjöprocent på 8,7 procent.